# Apanteles importunus
Apanteles importunus är en stekelart som beskrevs av Wilkinson 1928. Apanteles importunus ingår i släktet Apanteles och familjen bracksteklar. Inga underarter finns listade i Catalogue of Life.